# Cho Oyu
Cho Oyu (ou Cho Oyo ou Zhuoaoyou) é a sexta montanha mais alta do mundo. Está localizada na cordilheira do Himalaia, a 20 km a oeste do monte Everest. Seu nome significa a melhor turquesa no idioma tibetano. Tem 8201 metros de altitude, 2344 metros de proeminência, e isolamento topográfico de 27,69 km.

## Ascensões
O Cho Oyu foi escalado pela primeira vez em 19 de Outubro de 1954, através do lado noroeste, por Herbert Tichy, Joseph Joechler e Pasang Dawa Lama, participantes de uma expedição austríaca. A primeira tentativa de escalada foi em 1952, por uma expedição conduzida por Eric Shipton, mas as dificuldades técnicas em um penhasco de gelo acima de 6 650 m provaram ser além de suas habilidades.
O primeiro alpinista português a atingir o seu cume foi João Garcia em 1993, integrando uma expedição internacional polaca (liderado por Krzysztof Wielicki). A ascensão foi realizada por uma nova via sem uso de oxigénio artificial. Até ao momento outros quatro alpinistas portugueses também lograram atingir posteriormente o cume: Foram eles: Gonçalo Velez em outubro de 1997, Daniela Teixeira em 7 de outubro de 2006, e Ângelo Felgueiras em 29 de setembro de 2009; todos sem recorrerem a oxigénio artificial. Daniela Teixeira foi a primeira a alpinista portuguesa a atingir um cume de mais de oito mil metros.
Esta montanha é considerada a menos difícil de se escalar entre todas as montanhas com mais de oito mil metros de altitude. O Cho Oyu foi o quinto pico com mais de 8000 m a ser escalado, após o Annapurna em junho de 1950, o monte Everest em maio de 1953, o Nanga Parbat em julho de 1953 e o K2 em julho de 1954. Na montanha Cho Oyu ja foram registradas cerca de 40 mortes e 15 desaparecimentos[carece de fontes?].